# Castell de Dinaburga
El Castell de Dinaburga (en letó: Dinaburgas pils), era un castell situat a la población de Naujene a prop de Daugavpils en la històrica regió de Letgàlia, a l'extrem sud-est de Letònia a prop de la frontera amb Lituània.
Estava situat estratègicament en una ribera alta del riu Daugava. Va ser construït entre 1273 i 1277 per l'Orde Livonià, i destruïda per les tropes russes abans de 1577. Avui dia, els fragments de la fundació estan exposats.

## Galeria (2013)

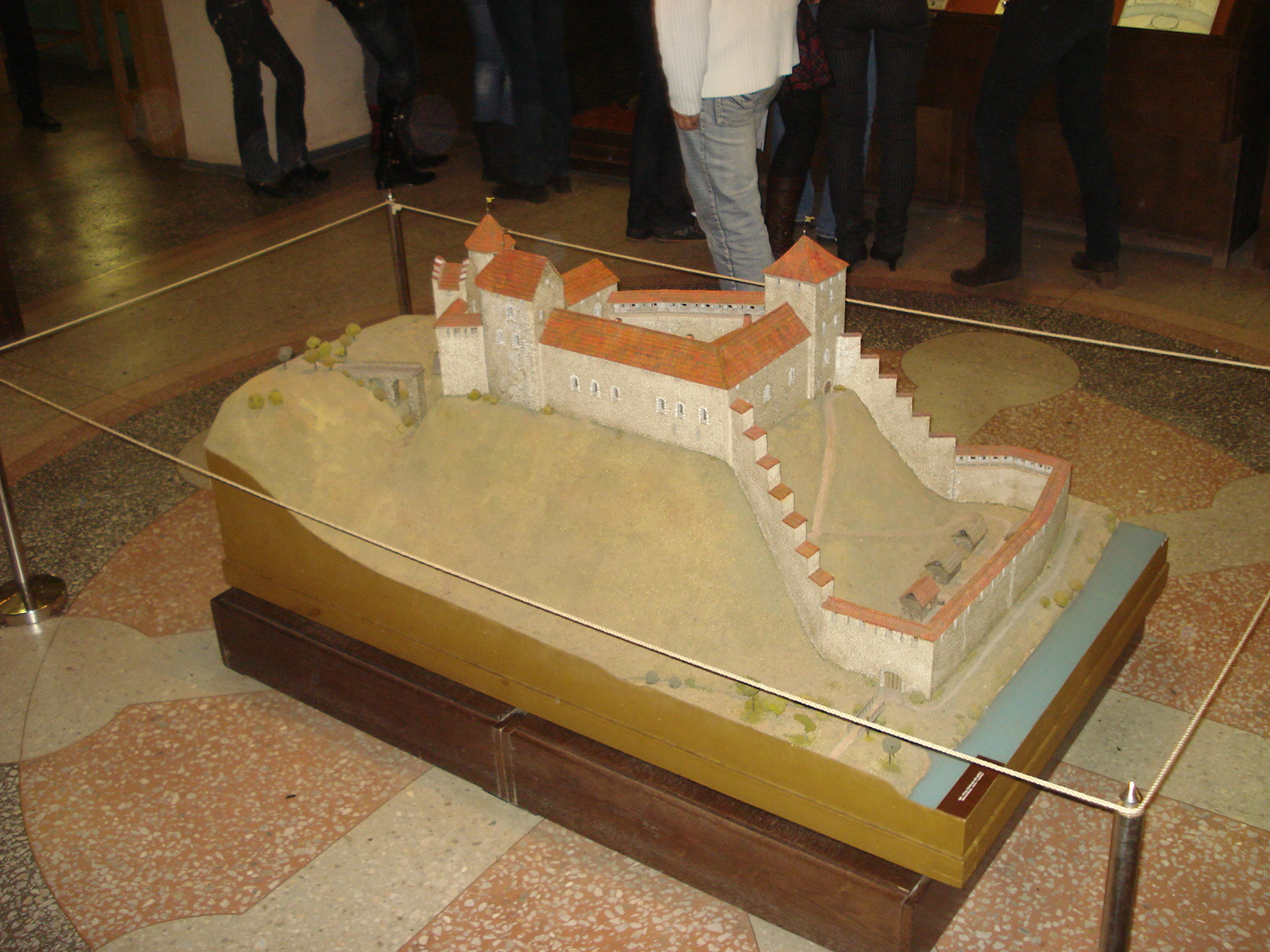
Maqueta exhibida al museu
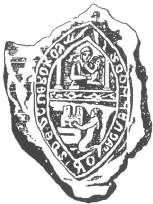
Segell del komtur del Castell de Dinaburga
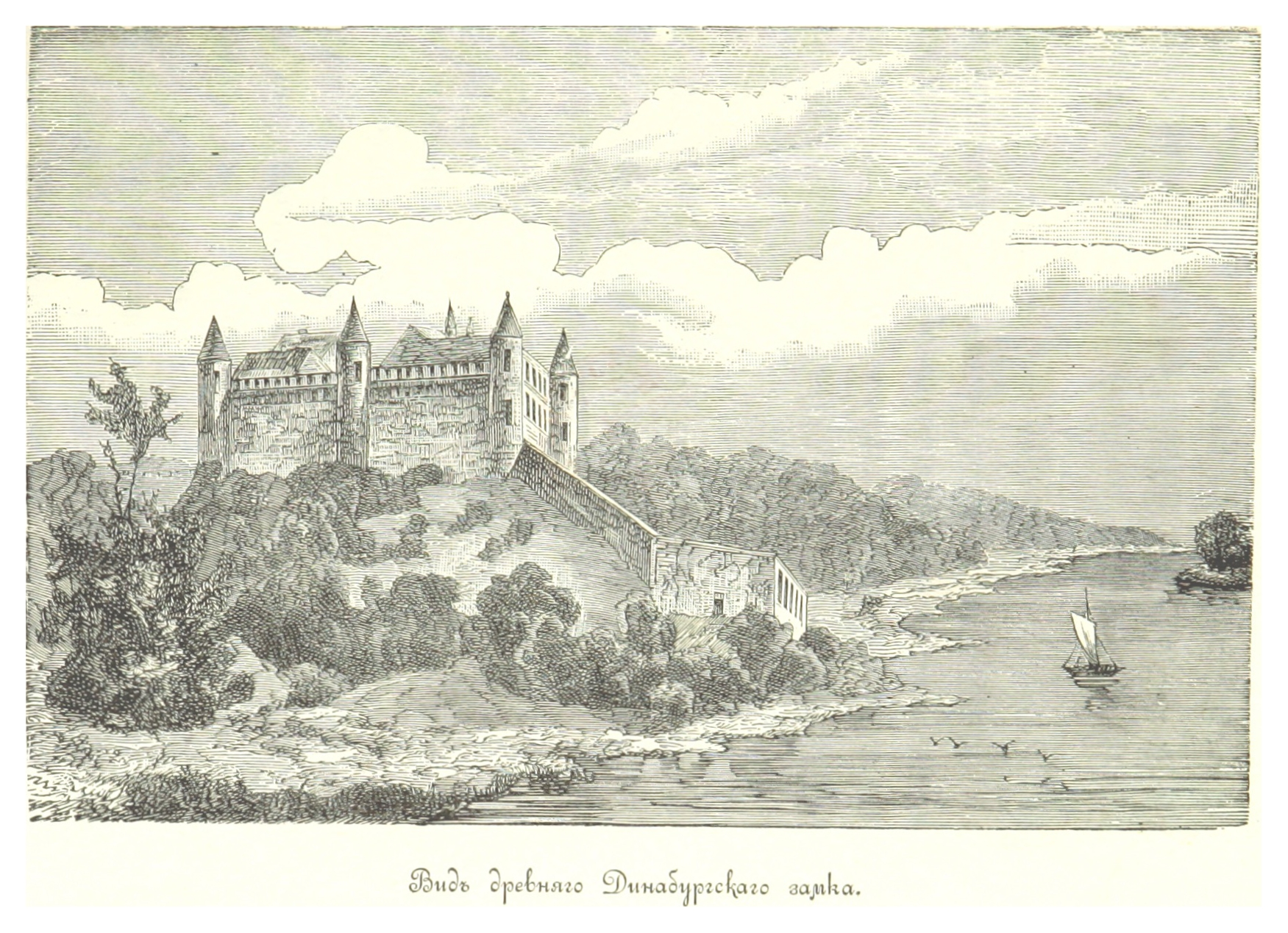
Dibuix de 1893, a British Library